# (3486) Fulchignoni
(3486) Fulchignoni (1984 CR) – planetoida z pasa głównego asteroid okrążająca Słońce w ciągu 3,79 lat w średniej odległości 2,43 j.a. Odkrył ją Edward Bowell 5 lutego 1984 roku.